# You da One
«You da One» es una canción de la artista Rihanna, de su sexto álbum de estudio Talk That Talk. La canción fue escrita por Ester Dean, Dr. Luke, Rihanna, John Hill y Cirkut, mientras que la producción de la canción estuvo a cargo de Dr. Luke y Cirkut. La canción fue lanzada como el segundo sencillo del álbum y se estrenó el 11 de noviembre de 2011. Es una canción pop, dance pop y electropop, con elementos adicionales de géneros como el dancehall y el reggae. 
«You da One» tuvo una recepción positiva por parte de los críticos de la música, que elogiaron la incorporación del géneros como el reggae y el dancehall, también la composición. Se comparó la canción con los sencillos anteriores de Rihanna, «What's My Name?» y «Man Down», que también encarnaron las vibraciones mismas del Caribe y la composición. El sencillo tuvo un éxito moderado, alcanzando el número 14 en el Billboard Hot 100 y 15 en el Reino Unido. También alcanzó entrar en los veinte primeros puestos en Canadá, Irlanda, Noruega, Escocia y Suecia, logró un puesto entre los diez primeros en Nueva Zelanda. El desempeño de la canción fue eclipsado por el prolongado éxito en las listas de su predecesor, «We Found Love».
El video de la canción, dirigido por Melina Matsoukas, es en parte una sesión de fotos y un vídeo lírico, con los versos de la canción grabados en la pantalla y Rihanna cantando y bailando frente a la cámara.
En 2016, el cantante puertorriqueño de trap, Anuel AA, hizo un remix "latino" de la canción.

## Antecedentes
«You Da One» fue escrita por Lukasz Gottwald, Rivera Henrry, Dean Ester, John Hill y Rihanna, mientras que la producción de la canción fue terminada por Gottwald bajo su nombre de producción, Dr. Lucas. La canción fue lanzada como el segundo sencillo del álbum y se estrenó en los Estados Unidos el 11 de noviembre de 2011, en todas las estaciones de radio. «You Da One» estuvo disponible para su descarga digital a través de iTunes el 14 de noviembre de 2011. La portada en blanco y negro, cubierta de material gráfico, para mostrar solo a Rihanna con un cigarrillo en la mano. El informe elogia a Rihanna por buscar un peinado perfecto, dijo Sarah Anne Hughes de The Washington Post y criticó el uso del cigarrillo llamándolo un tabú social.

## Composición
«You Da One» es una canción pop, dance pop y electropop, con elementos de otros géneros musicales, incluyendo el dancehall y el reggae. La canción también cuenta con elementos del dubstep, en el último verso. De acuerdo con Bradley Stern, de MTV, la estructura de «You Da One» es parecida a la canción «Inside Out» de Britney Spears. «You Da One» tiene una letra sencilla, hablando de una relación cómoda, diciendo «You know how to love me hard, I won't lie, I'm falling hard, yup, I'm falling for ya, but there's nothing wrong with that/ Tú sabes como amarme con fuerza, No voy a mentir, estoy cayendo con fuerza, estoy cayendo por ti, pero no hay nada malo en eso». James Montgomery de la misma publicación comentó sobre la estructura de la canción diciendo que la canción empieza en el tradicional territorio de Rihanna, sobre la base de un ritmo lento, amplía con un coro explosivo, luego se contrae tan rápidamente. Michael Cragg de The Guardian explicó la letra de la canción como parte de su revisión, escribiendo es quizás menos inmediato, pero hay un hermoso pre-coro que lleva a un estribillo, sobre lo bien que se es haber encontrado a alguien decente («I'm so happy that you came into my life/ Estoy feliz de que vinieras a mi vida»).

## Rendimiento en listas
En los Estados Unidos, «You Da One» debutó en la tabla Pop Songs en el número veintiséis el 16 de noviembre de 2011, aumentando durante semanas. La canción también debutó en el Billboard Hot 100 en el número setenta y tres, en menos de dos días de haber sido lanzado en iTunes y saltó al número catorce en su segunda semana. «You Da One» debutó en el número nueve en la lista Digital Songs con 124.000 copias vendidas el 3 de diciembre de 2011. Con la entrada del sencillo a la lista en el número nueve, Rihanna estableció un récord, convirtiéndose en la primera artista femenina en tener tres canciones en los diez primeros puestos de la tabla, con el primer sencillo de Talk That Talk, «We Found Love» la cima de la lista y «Take Care», una canción en la que Rihanna aparece como vocalista invitado en el álbum de Drake con el mismo nombre, en el número cuatro. Es la primera vez que un artista ha colocado tantas canciones en el "top ten" de Digital Songs desde el récord de seis canciones trazado por Michael Jackson en la semana del 11 de julio de 2009, tras su muerte.

## Video musical

### Desarrollo y sinopsis

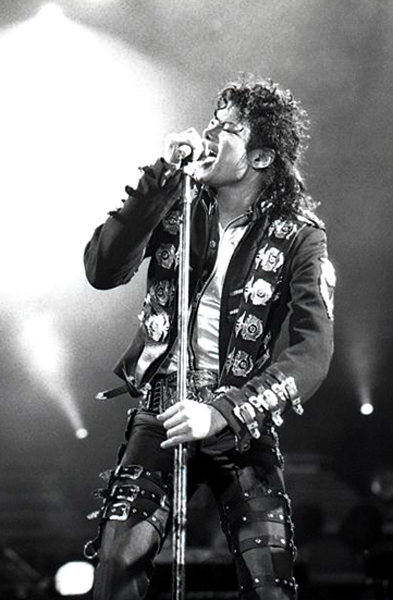
Jason Lipshutz de Billboard expresó que los movimientos que hace Rihanna en el video son parecidos a los que hacia Michael Jackson.

El video musical de «You Da One» fue filmado el 26 y 27 de noviembre de 2011 en MC Motors en Dalston, al este de Londres. El director fue Melina Matsoukas, que dirigió el polémico video de su sencillo anterior, «We Found Love», que filmó en Irlanda. En las primeras imágenes, Rihanna utilizó una peluca rubia corta, "shorts" rotos, "leggings" con estampados, y un bombín negro. Tuvo un bastón negro mientras realizaba escenas en frente de una pared de color rosa brillante, las imágenes estaban inspiradas en la película de 1971, A Clockwork Orange. El video musical se estrenó el 23 de diciembre de 2011. Se rodó principalmente en blanco y negro. El clip es en parte una sesión de fotos, la lírica marcada en la pantalla y el cuerpo de Rihanna. Lleva numerosos estilos de ropa y pelucas rubias en todo el vídeo, con un sombrero bombín y el bastón blanco, luciendo un ojo ahumado en homenaje al filme, y lamiéndose los labios carnosos de color rosa. Después Rihanna se mueve en el suelo con estratégicamente colocados fragmentos artísticos de luz para crear manchas de leopardo y rayas de tigre en su piel.
En un momento, cierra los ojos cuando la luz cae sobre su piel, formando las manchas, mientras que ella se pone inmóvil en el suelo. Varias escenas capturan únicamente la boca. Primero con una caja de dientes postiza que le cubre la parte inferior de los dientes, y luego nubes de humo de sus labios. En otra escena se encuentra a Rihanna en una camiseta blanca y pantalones cortos, balanceando un bastón en medio de dos edificios de ladrillo. Continuamente emana la sexualidad, en varias escenas, se toca el sombrero, los tirantes, con un bastón apoya movimientos provocativos de baile. También se frota y se agarra la entrepierna once veces, que es una reminiscencia de los movimientos de Michael Jackson, según ha señalado Jason Lipshutz de Billboard.

### Plagio
Días después del lanzamiento de «You Da One», la editorial de la «Revista Número» acusó a la cantante barbadense de haber plagiado el video musical. La cuestión es que Rihanna aparece en su vídeo aparentemente desnuda y con lunares proyectados sobre su cuerpo. Esta idea, que parecía original, fue acusada de plagio por la «Revista Número», en donde la artista Sølve Sundsbø aparece desnuda y con lunares en su cuerpo.

## Listado de canciones
| Descarga digital |              |          |  |
| N.º              | Título       | Duración |  |
| 1.               | «You da One» | 3:20     |  |

| Sencillo CD |                                          |          |  |
| N.º         | Título                                   | Duración |  |
| 1.          | «You da One»                             | 3:20     |  |
| 2.          | «We Found Love» (Chuckie Extended Remix) | 3:35     |  |

| The Remixes |                                            |          |  |
| N.º         | Título                                     | Duración |  |
| 1.          | «You da One» (Dave Audé Radio)             | 3:35     |  |
| 2.          | «You da One» (Dave Audé Club)              | 7:59     |  |
| 3.          | «You da One» (Dave Audé Club)              | 7:29     |  |
| 4.          | «You da One» (Almighty Radio)              | 3:46     |  |
| 5.          | «You da One» (Almighty Club)               | 6:26     |  |
| 6.          | «You da One» (Almighty Dub)                | 6:26     |  |
| 7.          | «You da One» (Gregor Salto Amsterdam Edit) | 2:58     |  |
| 8.          | «You da One» (Gregor Salto Amsterdam Club) | 5:21     |  |
| 9.          | «You da One» (Gregor Salto Amsterdam Dub)  | 5:06     |  |
| 10.         | «You da One» (Gregor Salto Vegas Edit)     | 2:46     |  |
| 11.         | «You da One» (Gregor Salto Vegas Club)     | 4:46     |  |
| 12.         | «You da One» (Gregor Salto Drum Dub)       | 4:34     |  |

## Posicionamiento en listas
| País            | Lista                          | Mejor posición |
| --------------- | ------------------------------ | -------------- |
| Australia       | Australia Singles Chart        | 26             |
| Austria         | Ö3 Austria Top 40              | 23             |
| Bélgica         | Ultratop 40 (Flandes)          | 39             |
| Bélgica         | Ultratip 40 (Valonia)          | 50             |
| Brasil          | Brasil Hot 100                 | 86             |
| Brasil          | Brasil Pop Songs               | 21             |
| Canadá          | Canadian Hot 100               | 12             |
| Corea del Sur   | Gaon Chart                     | 7              |
| Escocia         | The Official Charts Company    | 15             |
| Eslovaquia      | Slovak Singles Chart           | 16             |
| Estados Unidos  | Billboard Hot 100              | 14             |
| Estados Unidos  | Billboard R&B/Hip-Hop Songs    | 60             |
| Estados Unidos  | Billboard Pop Songs            | 19             |
| Estados Unidos  | Billboard Hot Dance Club Songs | 1              |
| Francia         | French Singles Chart           | 23             |
| Irlanda         | Ireland Singles Chart          | 12             |
| Italia          | Italy Singles Chart            | 30             |
| Noruega         | VG-lista                       | 16             |
| Nueva Zelanda   | New Zealand Singles Chart      | 10             |
| Países Bajos    | Dutch Top 40                   | 28             |
| Rumania         | Romanian Top 100               | 40             |
| Suecia          | Sverigetopplistan              | 17             |
| Suiza           | Swiss Music Charts             | 36             |
| República Checa | IFPI                           | 34             |
| Reino Unido     | UK Singles Chart               | 16             |
| Reino Unido     | UK R&B Singles                 | 5              |

| País           | Certificación | Ventas certificadas | Ref.   |
| -------------- | ------------- | ------------------- | ------ |
| Australia      | Platino       | 70 000              | [ 53 ] |
| Dinamarca      | Oro           | 15 000              | [ 54 ] |
| Estados Unidos | 2× Platino    | 2 000 000           | [ 55 ] |
| Nueva Zelanda  | Oro           | 7500                | [ 56 ] |
| Reino Unido    | Plata         | 200 000             | [ 57 ] |
| Suecia         | Oro           | 20 000              | [ 58 ] |